# Mirești
Mirești è un comune della Moldavia situato nel distretto di Hîncești di 1.274 abitanti al censimento del 2004

## Località
Il comune è formato dall'insieme delle seguenti località (popolazione 2004):
- Mirești (915 abitanti)
- Chetroșeni (359 abitanti)